# Ted DiBiase
Theodore Marvin DiBiase Sr. (18 de enero de 1954), conocido como The Million Dollar Man, es un luchador profesional y mánager de lucha libre estadounidense. Actualmente trabaja como embajador para la empresa WWE.
Entre otros logros, DiBiase ganó el torneo King of the Ring en 1988, dos veces el Campeonato del Millón de Dólares (siendo también el creador de dicho campeonato), 3 veces el Campeonato Mundial por Parejas y el Campeonato 24/7 de la WWE. Además es padre de Ted DiBiase, Jr., Mike DiBiase II y Brett DiBiase, todos luchadores profesionales. En 2010, fue inducido WWE Hall of Fame.

## Inicios
Ted DiBiase es hijo de la luchadora Helen Hild y el hijo adoptivo del luchador "Iron" Mike DiBiase. Su padre murió de un ataque al corazón en el ring cuando Ted tenía solo 15 años de edad. Como consecuencia, su madre fue víctima de una depresión y del alcoholismo, por lo que Ted se trasladó a Wilcox, Arizona a vivir con sus abuelos. Se graduó en el instituto Wilcox High School West y asistió a la Universidad Estatal de Texas por una beca de fútbol. Ted abandonó el instituto para empezar una carrera como luchador profesional.

## Carrera

### Mid-South Wrestling (1975–1979)
Ted DiBiase fue entrenado por Dory Funk, Jr. y Terry Funk. Hizo su debut como árbitro en junio de 1974 en el territorio de Amarillo, propiedad de los Funks. Fue al territorio Mid-South de Bill Watts en 1975 donde luchó por cuatro años. Su primera lucha fue una derrota contra Danny Hodge. En febrero de 1978, DiBiase derrotaría a Dick Slater para volverse el campeón Estatal de Misuri solo para perderlo contra Dick Murdock después de unas pocas semanas en televisión.

### World Wrestling Federation (1979)
DiBiase tuvo una corta parada en la World Wrestling Federation de Vince McMahon, Sr. en 1979. Fue condecorado con el efímero Campeonato Norteamericano de la WWF, convirtiéndose en el primer campeón del título. El 19 de junio de 1979, DiBiase perdió el Campeonato Norteamericano de la WWF frente a Pat Patterson, quien unificó el título con el Campeonato Suramericano de la WWF, convirtiéndose en el primer Campeón Intercontinental de la WWF.
Fue el oponente de Hulk Hogan en la primera lucha en el Madison Square Garden de este último.

### Mid-South Wrestling/National Wrestling Alliance/All Japan Pro Wrestling (1980–1987)
DiBiase también pasó tiempo en el área de Georgia donde tuvo un período haciendo pareja con Tommy "Wildfire" Rich. Los dos tuvieron un feudo, llevando a una lucha donde el perderdor tenía que dejar la ciudad la cual DiBiase ganó, pero Rich en lugar de irse, empezó a llevar una máscara llamándose así mismo como Mister R. El feudo terminó en una lucha entre Mister R y DiBiase, Tommy Rich apareció desde el backstage y distrajo a DiBiase. Mister R luego le hizo un roll-up a DiBiase para obtener la victoria y se desenmascaró como Brad Armstrong.
Desde a inicios hasta mediados de los 80, DiBiase participó en angles en varios territorios junto a Bob Roop, Paul Orndorff, Dick Murdock, Ric Flair, The Fabulous Freebirds y One Man Gang. DiBiase rompió los corazones de los fanes cuando pasó a ser heel al atacar a Junkyard Dog. Formando un grupo llamado The Rat Pack con Jim Duggan y Matt Bourne, ambos dominaron Mid-South por meses. Aliandose con Skandar Akbar, DiBiase causó un roce en el grupo, especialmente con Duggan. Ambos tendrían una rivalidad hasta que DiBiase perdería una lucha de Loser Leaves Town. También tuvo varios campeonatos e hizo frecuentes viajes a All Japan Pro Wrestling hasta su eventual partida de Mid-South Wrestling (la cual a este punto era ahora la UWF). Típicamente, sus luchas terminaban con el uso de un guante negro "cargado", el cual él sacaba de su truza para "noquear" a su oponente cuando el árbitro no estuviera mirando.
Mientras estaba en vías de conversación con la National Wrestling Alliance en 1987 después de que la UWF fuera adquirida por Jim Crockett, DiBiase fue contactado por la WWF. DiBiase fue eventualmente convencido por la WWF para firmar a pesar del hecho de que no se le podía decir sobre su gimmick hasta que realizara el acuerdo, bajo la promesa de que él recibiría un push serio. El oficial de la WWF Pat Patterson le informó a DiBiase que si Vince McMahon tuviera que salir a luchar, sería el gimmick que el podría darse así mismo.

### World Wrestling Federation (1985-1996)

#### Money Inc. y retiro
Ted DiBiase formó una pareja conocida como Money Incorporated junto a Irwin R. Schyster (IRS). Ambos ganaron el  Campeonato en Parejas de la WWF el 7 de febrero de 1992 al derrotar a The Legion of Doom. Tras esto, empezaron un feudo con The Natural Disasters (Earthquake & Typhoon). Defendieron los títulos con éxito ante the Natural Disasters en WrestleMania VIII, ya que perdieron por cuenta de fuera. Sin embargo, los perdieron el 20 de julio ante the Natural Disasters.
Después de perder una lucha ante the Legion of Doom en SummerSlam, DiBiase & IRS recuperaron los títulos el 13 de octubre en Wrestling Challenge al derrotar a the Natural Disasters. También lo defendieron ante The Nasty Boys y el 8 de noviembre en Saturday Night's Main Event ante the Ultimate Maniacs (Ultimate Warrior & Randy Savage), perdiendo de nuevo por cuenta de fuera.
Ted DiBiase participó en el Royal Rumble, entrando en cuarto lugar, siendo eliminado por The Undertaker. Poco después, Money, Inc. empezaron un feudo con Brutus Beefcake. DiBiase se enfrentó a Beefcake en el primer episodio de Monday Night Raw, atacándole ambos después de que la lucha acabara. Money Inc. también atacó a su mánager, Jimmy Hart, quien estaba disgustado por sus acciones. El mejor amigo de Beefcake, Hulk Hogan, ayudó a su amigo y retó a Money Inc. a una lucha de parejas en WrestleMania IX por el título. Sin embargo, vovlieron a retenerlo por descalificación, ya que Hogan usó la máscara protectora de Brutus como arma. Luego, empezaron un feudo con the Steiner Brothers (Rick & Scott), teniendo múltiples defensas ante ellos.
Finalmente, fueron derrotados por the Steiners por el Campeonato en Parejas de la WWF el 14 de junio en Monday Night Raw. Money Inc. recuperó los títulos el 16 de junio en un evento en vivo, pero los perdieron de nuevo el 19 de junio. DiBiase luchó en la WWF en agosto, empezando un feudo con Razor Ramon, ya que había perdido ante el debutante 1-2-3 Kid. Después de que Ramon cambiara a face, se enfrentó a DiBiase en SummerSlam, la cual perdió DiBiase. Después, dejó la empresa y pasó unos cuantos meses luchando en Japón, hasta que anunció su retiro, debido a las múltiples lesiones que había acumulado a lo largo de su carrera.

#### Million Dollar Corporation

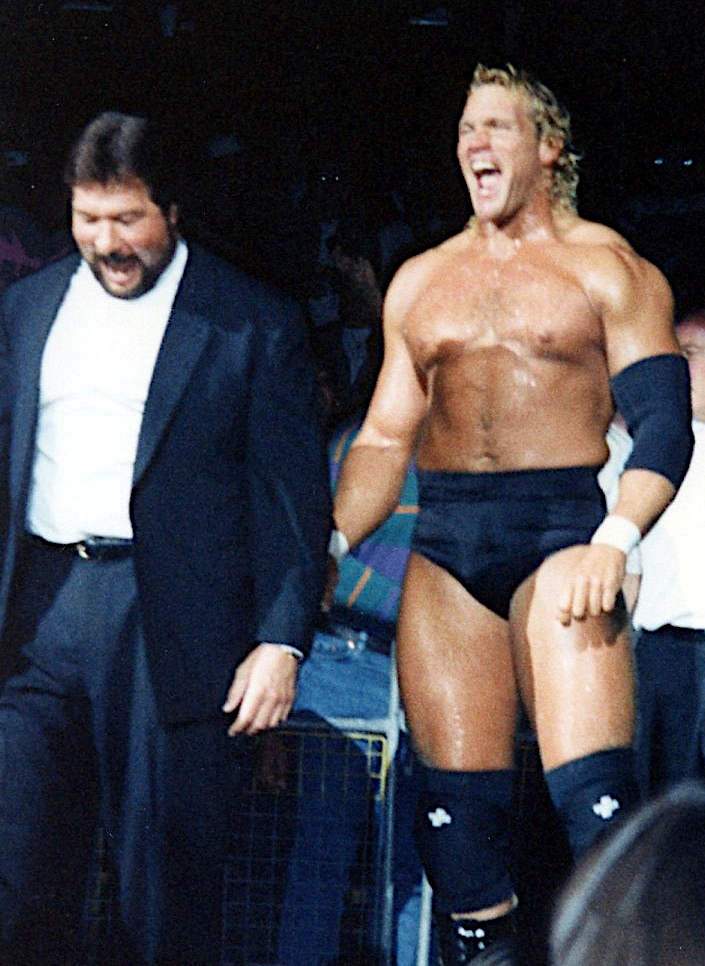
DiBiase dirigió a varios luchadores, como Sid, cuando estaba en el Million Dollar Corporation.

DiBiase regresó a la WWF en el Royal Rumble como comentarista invitado. DiBiase luego comenzó a trabajar como comentarista y gerente de la WWF. Más tarde, en 1994, DiBiase "comprar" los servicios de muchos luchadores por su Million Dollar Corporation estable en el WWF, que con el tiempo incluido IRS, Bam Bam Bigelow, Nikolai Volkoff, Kama, King Kong Bundy, Sid Sycho, 1-2-3 Kid, y en un viraje, Tatanka. DiBiase también renovó su relación con The Undertaker después de la interrupción de este, de seis meses después de la Royal Rumble de enero. Diciendo que había originalmente interpuso The Undertaker a la WWF, y que iba a traerlo de vuelta, DiBiase debutó de la gestión de nuevo bajo su control (esto The Undertaker sin embargo, resultó ser un falso Undertaker interpretado por Brian Lee y posteriormente fue derrotado por el real Undertaker en SummerSlam).
DiBiase también tuvo un lugar en el evento principal de WrestleMania XI, según el gerente de Bam Bam Bigelow en su partido frente a Lawrence Taylor. De alrededor del ring eran miembros de la corporación DiBiase para compensar séquito de Taylor de la NFL All-Pros en el lado opuesto. Después de Taylor derrotó a Bigelow, DiBiase se refirió públicamente a Bigelow como una vergüenza. Esto culminó en Bigelow dejar de fumar La Corporación después de DiBiase lo despidió después de una pérdida de diesel en un partido de Campeonato de la WWF. Bigelow se alineó con el gasóleo en una pelea contra los miembros de la corporación DiBiase.[cita requerida]
Como gerente, DiBiase también más tarde presentó "El maestro de ceremonias", que finalmente se convirtió en Stone Cold Steve Austin, a la WWF en diciembre de 1995. Austin se convirtió en el campeón del millón de dólares y comenzó a usar cinturón de oro, DiBiase que se introdujo en 1989. DiBiase izquierda de la WCW en mayo. El WWF de televisión, se explicó que fue "expulsado" de la WWF por estipulación previa al partido cuando su protegido Steve Austin perdió a Savio Vega en In Your House:In Your House: Beware of Dog.

### World Championship Wrestling (1996–1998)
En la WCW, DiBiase se convirtió en el cuarto miembro del nWo (junto con Scott Hall, Kevin Nash y su ex enemigo Hulk Hogan) inmediatamente después de su formación en julio de 1996. Afirmó que la financiación del grupo (por lo que jugar en su "Hombre del Millón de Dólares" truco que WCW, legalmente, no podría utilizar simples). Fue remitido al, en cambio, como "trillonario Ted" (un juego de "El multimillonario Ted" apodo de Ted Turner). Menos de un año después, salió del nWo y dio una vuelta la cara, la gestión de los Steiner Brothers contra el nWo hasta que Scott se volvió el talón y se unió al grupo. DiBiase también logró un tiempo de WWF rival Ray Traylor por un tiempo como un aliado a la Steiners pero con el tiempo se detuvo por completo la gestión.

### Segundo regreso a la WWE (2004–2009)

#### Trabajo entre bastidores (2004-2006)
En abril de 2005, DiBiase fue contratado como consultor creativo y agente de SmackDown!, marca de la World Wrestling Entertainment. El 3 de octubre de 2005, en WWE Homecoming, DiBiase apareció con otra leyenda de la WWE en una ceremonia especial de leyendas. Eventualmente, emitió el ataque en Rob Conway, quien subió al ring para insultar a las leyendas.
DiBiase introdujo a su mánager Sensational Sherri en el WWE Hall of Fame el 1 de abril de 2006, e hizo un cameo en WrestleMania 22, ofreciéndole a Eugene $1000 para driblar con un balón de baloncesto 100 veces tras bastidores. Como fuera su costumbre, el pateo el balón en el último segundo. DiBiase además apareció en Raw en abril 17 detrás de un periódico haciendo su famosa risa malvada cuando la cámara salía del aire. DiBiase hizo una aparición especial en un IPW show en Newton, Iowa el 14 de julio de 2006, donde vio luchar a sus hijos. El día siguiente, aceptó el George Tragos/Lou Thesz Professional Wrestling Hall of Fame introducción de su padre, Mike, en el International Wrestling Institute and Museum. El además aparición en Raw Family Reunion el 9 de octubre de 2006, asistiendo a Ric Flair en su lucha con Spirit Squad. El 26 de octubre de 2006, Ted DiBiase fue liberado de su contrato con la WWE, gracias a un recorte de persona.

#### Salón de la fama de la WWE y apariciones esparodicas (2009-2023)
En la edición del 6 de julio de 2009 estuvo en Raw siendo el invitado como mánager. En febrero de 2010 se confirmó en Raw su inducción al Salón de la Fama 2010. Luego fue un Lumberjack de Leyendas en la pelea entre su hijo Ted DiBiase y Christian la cual ganó este último. Luego hizo una aparición en el RAW Old School en el cual Goldust le devolvió al Campeonato del Millón de Dollar y también estuvo en NXT donde vio el matrimonio entre Goldust y Aksana.
Regresó en el Raw Reunion del 22 de julio de 2019, en un segmento en donde le compró a Alundra Blayze el WWE 24/7 Championship (haciendo referencia a cuando le compró el WWF Championship a André the Giant en 1988). Cuando DiBiase abandonaba el recinto en su limusina, fue abordado por Drake Maverick dentro, cubriéndolo para ganar el campeonato.

## Vida personal
Los tres hijos de Ted, Mike (Jaynet Foreman) Ted Jr. y Brett (Melanie Kennedy) son luchadores profesionales. Ted Jr. trabajaba para la World Wrestling Entertainment pero después su contrato terminó y actualmente se encuentra en el circuito independiente. Fue a la universidad West Texas State University, donde fue miembro del Alpha Tau Omega.
En una entrevista con IGN.com, declaró que su título Million Dollar Championship  — un cinturón compuesto de diamantes reales y oro — equivale a  $40,000, y mencionó que tuvo que cargar consigo documentación por el cinturón cada vez que iba a la aduana. También apareció en una película de Sylvester Stallone, Paradise Alley. En 1997, escribió un libro llamado Every Man Has His Price.

## Campeonatos y logros
- All Japan Pro Wrestling
  - AJPW Unified World Tag Team Championship (1 vez) - con Stan Hansen[4]
  - NWA United National Championship (1 vez)[4]
  - PWF World Tag Team Championship (1 vez) - con Stan Hansen[4]
  - World's Strongest Tag Team League (1985) – con Stan Hansen

- Central States Wrestling
  - NWA Central States Heavyweight Championship (2 veces)[4]

- Georgia Championship Wrestling
  - NWA National Heavyweight Championship (2 veces)[4]
  - NWA National Tag Team Championship (2 veces) - con Stan Frazier (1), y Steve Olsonski (1)[4]

- NWA Tri-State / Mid-South Wrestling Association
  - Mid-South North American Heavyweight Championship (4 veces)[4]
  - Mid-South Tag Team Championship (4 veces) - con Matt Borne (1), Jerry Stubbs (1), Hercules Hernández (1), y Steve Williams (1)[4]
  - NWA North American Heavyweight Championship (Tri-State version) (1 vez)[4]
  - NWA United States Tag Team Championship (Tri-State version) (1 vez) - con Dick Murdoch[4]

- NWA Western States Sports
  - NWA Western States Tag Team Championship (1 vez) - con Tito Santana[4]

- Professional Wrestling Hall of Fame
  - (Class of 2007)

- St. Louis Wrestling Club
  - NWA Missouri Heavyweight Championship (2 veces)[4]

- Texas All-Star Wrestling
  - TASW Heavyweight Championship (1 vez)[4]

- World Wrestling Federation/Entertainment/WWE

- - WWF North American Heavyweight Championship (1 vez)[4][3]
  - WWE 24/7 Championship (1 vez)
  - WWF Tag Team Championship (3 veces) - con Irwin R. Schyster[4]
  - Million Dollar Championship (2 veces)
  - WWF King of the Ring (1988)[4]
  - WWE Hall of Fame (Clase de 2010)
  - Slammy Award (2 veces)
  - Humanitarian of the Year (1987)
  - Best Manager (1994)

- Pro Wrestling Illustrated
  - PWI Most Hated Wrestler of the Year (1982)
  - PWI ranked him # 17 of the 500 best singles wrestlers of the year in the PWI 500 in 1991.

- Wrestling Observer Newsletter
  - WON Mejor Heel - 1987, 1988
  - Best Technical Wrestler (1981)
  - Feud of the Year (1982) vs. Junkyard Dog
  - Feud of the Year (1985) vs. Jim Duggan
  - Wrestling Observer Newsletter Hall of Fame (Class of 1996)

1The Million Dollar Championship isn't an official championship recognized by World Wrestling Entertainment. It is a championship created entirely for the promotion and storyline of Ted DiBiase's "Million Dollar Man" character.